# Evelyne Mpoudi Ngolé
Evelyne Sono Epoh Mpoudi Ngolé, cũng là Ngollé (sinh năm 1953), là một nhà văn và nhà giáo dục người Pháp gốc Cameroon.. Cuốn tiểu thuyết đầu tay của bà, "Sous la cendre le feu" (Lửa dưới đống tro tàn), được xuất bản năm 1990.

## Tiểu sử
Mpoudi Ngolé sinh ra ở Yaoundé năm 1953, nơi cha bà là một công chức. Sau khi học xong tiểu học ở Nkongsamba, bà đã tham dự lycée của các cô gái ở Douala. Sau đó, bà học văn học tại các trường đại học Yaoundé và Bordeaux, lấy bằng tiến sĩ. Sau nhiều vị trí giáo dục khác nhau, năm 1996, bà được bổ nhiệm làm hiệu trưởng (proviseur) của Yaoundé's Lycée d'Elig-Essono với hơn 3.000 học sinh.
Cuốn tiểu thuyết đầu tay của bà, "Sous la cendre le feu" (1990), đề cập đến nơi phụ nữ châu Phi phải đối mặt với việc chuyển từ cuộc sống truyền thống sang thế giới hiện đại. Được phỏng vấn bởi Elyze Razin, Ngolé giải thích rằng bà đã được truyền cảm hứng để viết cuốn tiểu thuyết khi ở Bỉ, nơi chồng bà, một bác sĩ quân đội, đã được đăng trong hai năm. Bà hy vọng cuốn tiểu thuyết sẽ tiết lộ những vấn đề mà phụ nữ châu Phi phải đối mặt, những người thường bị buộc phải làm việc nhà hoặc làm việc trên các lĩnh vực thay vì hoàn thành giáo dục hoặc bước vào cuộc sống chuyên nghiệp như đàn ông.
Năm 1997, khi chồng bà tham gia vào chương trình quốc gia chống AIDS, bà bắt đầu viết một cuốn tiểu thuyết liên quan đến vấn đề này nhưng dường như nó chưa bao giờ được hoàn thành.
Năm 2009, bà đã xuất bản cuốn tiểu thuyết thứ hai của mình, "Petit Jo, enfant des rues ". Mặc dù nó liên quan đến vấn đề trẻ em lang thang phải đối mặt với sự thờ ơ của xã hội, nhưng đó là một câu chuyện hấp dẫn với một kết thúc có hậu. Từ thời điểm xuất bản, cuốn sách đã được sử dụng trong các trường học ở Mali.

## Tác phẩm tiêu biểu
- Sous la cendre le feu. L'Harmattan. 1990. ISBN 978-2-7384-0634-7.
- Petit Jo, enfant des rues. Hachette Livre international Edicef. 2009. ISBN 978-2-7531-0238-5.